# Zaunweg 8 (Buchschlag)

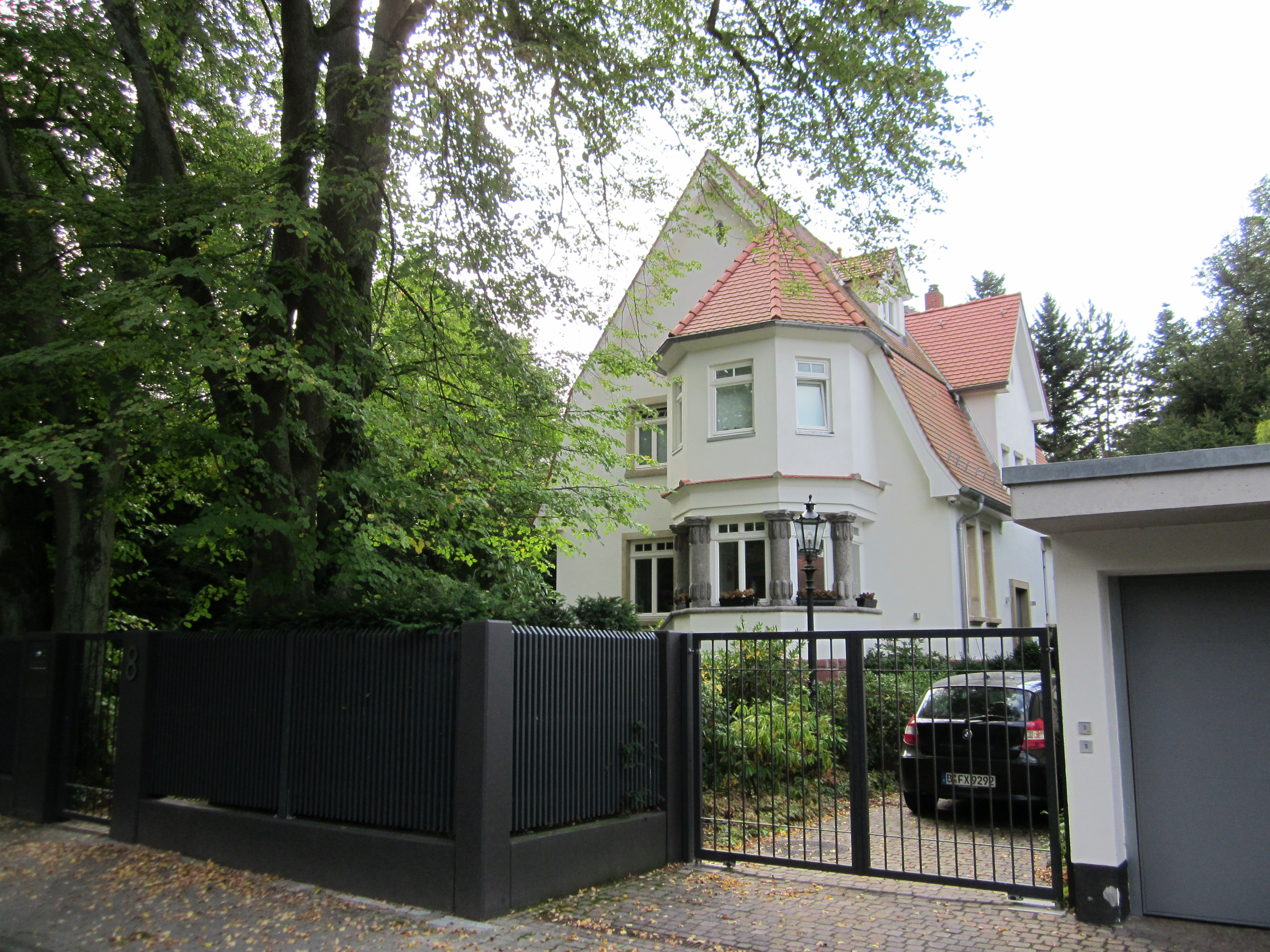
Villa Zaunweg 8 in Buchschlag

Das Gebäude Zaunweg 8 in Buchschlag, einem Stadtteil von Dreieich im südhessischen Landkreis Offenbach, wurde kurz vor 1910 errichtet. Die Villa in der Villenkolonie Buchschlag ist ein geschütztes Kulturdenkmal.
Das Mansarddachhaus ist vollständig verputzt und hat einen turmartigen polygonalen Erker über zwei Geschosse, der auf vier plastisch bearbeiteten Steinstützen ruht. Der Erker war im Erdgeschoss ursprünglich offen.  